# George Fenton

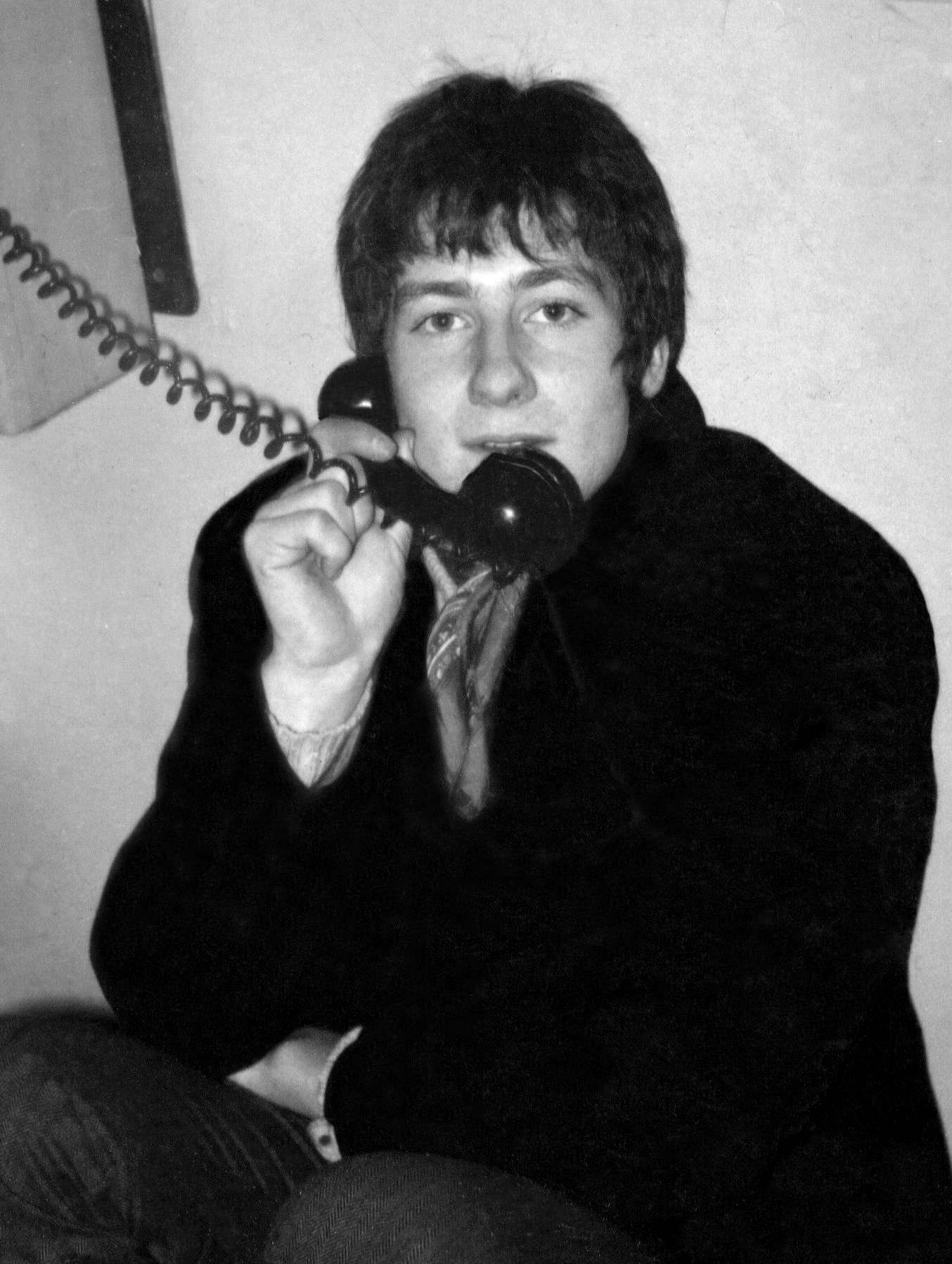
George Fenton, 1969

George Fenton (* 19. Oktober 1950 als George Howe in London) ist ein britischer Komponist, vorwiegend für Film- und TV-Produktionen, jedoch auch für Theater.

## Leben
Als Jugendlicher besuchte Fenton die renommierte St Edward’s Schule in Oxford. Zu Beginn seiner Karriere war er noch kurze Zeit als Schauspieler tätig, 1971 schrieb er seine erste Filmmusik für Private Road und spielte eine Nebenrolle in diesem Film. Ab 1974 war er unter anderem für die Bühnenmusik der Royal Shakespeare Company, des Royal National Theatre und der Riverside Studios engagiert. 1982 gelang ihm mit der Filmmusik für Gandhi der kommerzielle und berufliche Durchbruch im Filmgeschäft. Sein Schaffen umfasst mehr als 150 Produktionen. Seit Mitte der 1990er Jahre ist er regelmäßig an Filmen von Regisseur Ken Loach beteiligt.
Fenton wurde im Verlaufe seiner Karriere mehrfach ausgezeichnet und vielfach für verschiedene Preise nominiert. So gewann er drei Mal den BAFTA TV Award, genauso häufig den Emmy. Bislang fünf Mal wurde er für den Oscar nominiert.
In Deutschland ist Fenton hauptsächlich als Komponist der Spiegel-TV-Titelmusik bekannt.

## Filmografie (Auswahl)
- 1971: Private Road
- 1979: One Fine Day (Fernsehfilm)
- 1980: Blutige Streiche (Bloody Kids, Fernsehfilm)
- 1980: Zerstörte Liebe (Hussy)
- 1980: Rain on the Roof (Fernsehfilm)
- 1982: Walter (Fernsehfilm)
- 1982: Gandhi (auch Dirigent, Orchestrator)
- 1983: Walter and June (Fernsehfilm)
- 1983: Runners – Ausgerissen (Runners)
- 1983: Gentleman in Moskau (An Englishman Abroad, Fernsehfilm)
- 1984: Das Juwel der Krone – Ans andere Ufer (The Jewel in the Crown, Miniserie)
- 1984: Die Zeit der Wölfe (The Company of Wolves)
- 1986: Clockwise – Recht so, Mr. Stimpson (Clockwise)
- 1987: Zwischen den Zeilen (84 Charing Cross Road)
- 1987: Schrei nach Freiheit (Cry Freedom, mit Jonas Gwangwa, auch Dirigent, Musikarrangeur)
- 1987: Die letzten Tage in Kenya (White Mischief)
- 1988: Eine Handvoll Staub (A Handful of Dust)
- 1988: High Spirits
- 1988: Gefährliche Liebschaften (Dangerous Liaisons)
- 1988: The Dressmaker
- 1989: Wir sind keine Engel (We’re No Angels)
- 1990: Memphis Belle (auch Orchestrator)
- 1990: Der lange Weg (The Long Walk Home)
- 1990: Frühstück bei ihr (White Palace)
- 1991: König der Fischer (The Fisher King)
- 1992: Eiskalte Leidenschaft (Final Analysis)
- 1992: Ein ganz normaler Held (Hero)
- 1993: Und täglich grüßt das Murmeltier (Groundhog Day)
- 1993: Born Yesterday – Blondinen küßt man nicht (Born Yesterday)
- 1993: Shadowlands
- 1994: China Moon
- 1994: Ladybird, Ladybird
- 1994: Lifesavers – Die Lebensretter (Mixed Nuts, Lifesavers)
- 1994: King George – Ein Königreich für mehr Verstand (The Madness of King George, Musikadaptor, Orchestrator)
- 1994: Interview mit einem Vampir (Interview with the Vampire: The Vampire Chronicles, Musik Supervisor)
- 1995: Land and Freedom
- 1996: Mary Reilly
- 1996: Mississippi Delta – Im Sumpf der Rache (Heaven’s Prisoners)
- 1996: Vier lieben dich (Multiplicity)
- 1996: Carla’s Song
- 1996: Hexenjagd (The Crucible, auch Dirigent)
- 1996: In Love and War
- 1998: Gefährliche Schönheit – Die Kurtisane von Venedig (Dangerous Beauty)
- 1998: Liebe in jeder Beziehung (The Object of My Affection, auch Dirigent)
- 1998: Mein Name ist Joe (My Name is Joe)
- 1998: Auf immer und ewig (Ever After: A Cinderella Story)
- 1998: Wachgeküßt (Living Out Loud)
- 1998: e-m@il für Dich (You’ve Got Mail, auch Dirigent, Musikproduzent)
- 1999: Entropy
- 1999: Grey Owl
- 1999: Anna und der König (Anna and the King, auch Dirigent)
- 2000: Bread and Roses
- 2000: Center Stage
- 2000: Lucky Numbers
- 2001: Summer Catch
- 2001: The Navigators
- 2002: Sweet Sixteen
- 2002: Sweet Home Alabama – Liebe auf Umwegen (Sweet Home Alabama)
- 2003: Verschleppt (Imagining Argentina)
- 2003: Deep Blue (Dokumentarfilm)
- 2004: Just a Kiss (Ae Fond Kiss)
- 2004: Stage Beauty
- 2004: Pride
- 2005: Hitch – Der Date Doktor (Hitch)
- 2005: Tickets
- 2005: Valiant
- 2005: Verliebt in eine Hexe (Bewitched)
- 2005: Lady Henderson präsentiert (Mrs. Henderson Presents)
- 2006: Noch einmal Ferien (Last Holiday)
- 2006: The Wind That Shakes the Barley
- 2006: Die History Boys – Fürs Leben lernen (The History Boys)
- 2007: Unsere Erde – Der Film (Earth, Dokumentarfilm)
- 2007: It’s a Free World
- 2008: Ein Schatz zum Verlieben (Fool’s Gold)
- 2009: Looking for Eric
- 2010: Der Kautions-Cop (The Bounty Hunter)
- 2010: Route Irish
- 2011: Unser Leben – Der Film (One Life, Dokumentarfilm)
- 2012: Angels’ Share – Ein Schluck für die Engel (The Angels’ Share)
- 2013: The Spirit of ’45 (Dokumentarfilm)
- 2013: Muhammad Alis größter Kampf (Muhammad Ali’s Greatest Fight, Fernsehfilm)
- 2013: The Zero Theorem
- 2014: Bären (Bears, Dokumentarfilm)
- 2014: Jimmy’s Hall
- 2015: Zufällig allmächtig (Absolutely Anything)
- 2015: The Lady in the Van
- 2016: Ich, Daniel Blake (I, Daniel Blake)
- 2016: Wild Oats
- 2017: Die Frau, die vorausgeht (Woman Walks Ahead)
- 2018: Geheimnis eines Lebens (Red Joan)
- 2019: Hard Powder (Cold Pursuit)
- 2019: Sorry We Missed You
- 2020: The Secret – Traue dich zu träumen (The Secret: Dare to Dream)
- 2020: The Duke
- 2022: Elizabeth – Das Leben einer Königin (Elizabeth: A Portrait in Parts, Dokumentarfilm)
- 2022: Allelujah
- 2023: The Old Oak
- 2024: Unit 234

## Auszeichnungen (Auswahl)
BAFTA Awards
- The blue Planet
- The monocled Mutineer
- Bergerac

BMI Film Music Award
- Hitch – Der Date Doktor
- Sweet Home Alabama
- e-m@il für Dich
- Und täglich grüßt das Murmeltier